# Jaqueta de Thriller

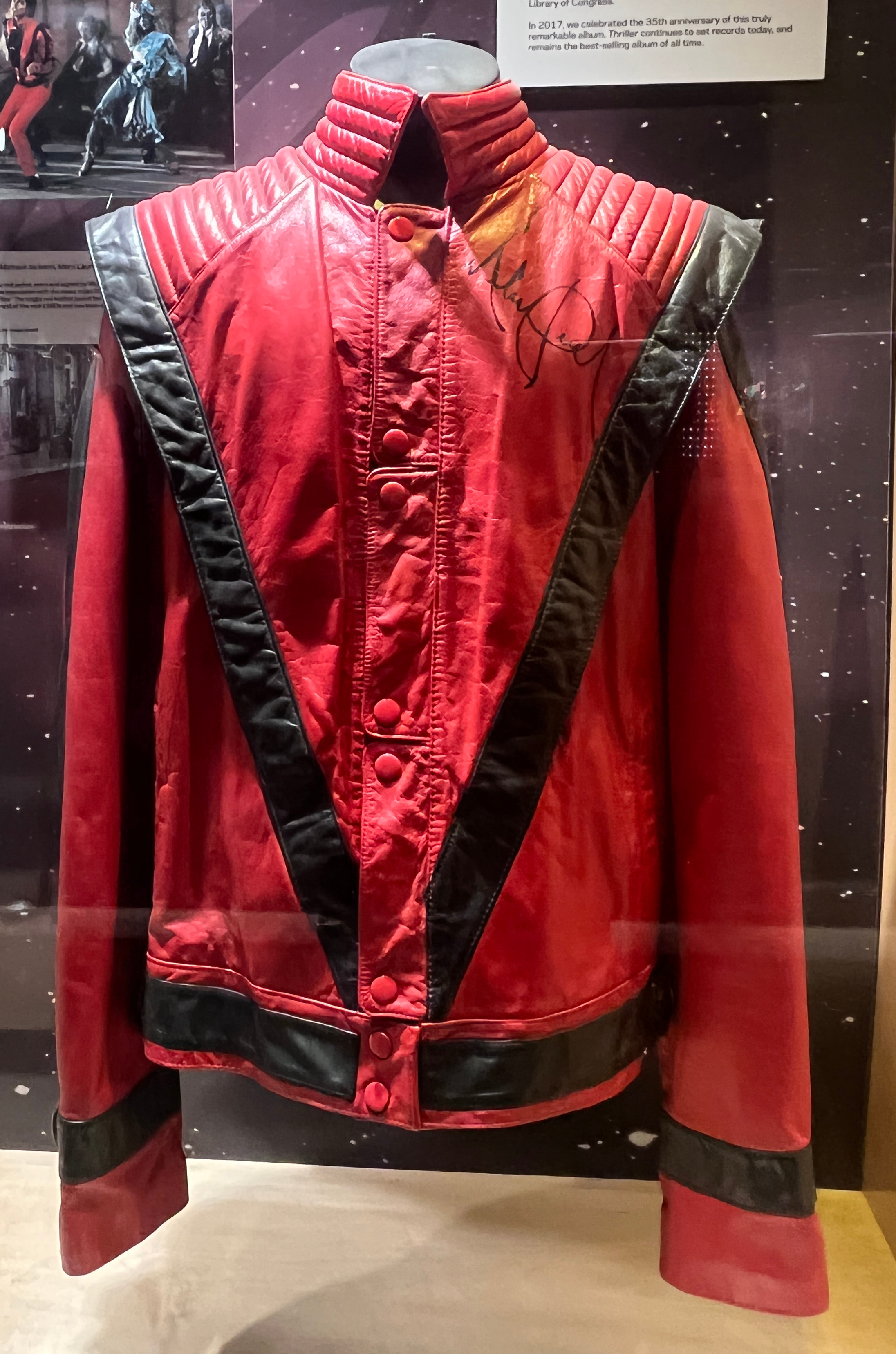
A jaqueta de Thriller no Grammy Museum

A jaqueta de Thriller é a jaqueta vermelha usada por Michael Jackson no videoclipe de seu sucesso de 1983, “Thriller”. Criada por Deborah Nadoolman Landis, a jaqueta vermelha apresentava listras pretas e ombros elevados formando um triângulo invertido. A jaqueta se tornou a “maior tendência de roupa externa da década de 1980” e foi amplamente imitada. Devido às cópias falsificadas da jaqueta que chegavam a ser vendidas por mais de 500 dólares, em 1984 Michael Jackson entrou com um processo na cidade de Nova Iorque para impedir cópias não autorizadas da jaqueta e de seus outros produtos.
Em 27 de junho de 2011, a jaqueta foi vendida por 1,8 milhões de dólares no Julien's Auctions. O comprador, Milton Verret, descreveu a jaqueta como "a maior peça de memorabilia do rock and roll da história". O valor arrecadado com a venda da jaqueta foi doado ao Shambala Animal Kingdom, onde os tigres-de-bengala de Michael Jackson foram abrigados quando ele deixou o Rancho Neverland em 2006.

## Design
A jaqueta foi criada por Deborah Nadoolman Landis. Ela também criou a jaqueta de Indiana Jones em Raiders of the Lost Ark, entre outras peças. A jaqueta vermelha era conhecida por suas listras pretas em forma de V, o estilo incomum dos botões frontais e os ombros angulares e rígidos projetando-se sobre a parte superior dos braços. Landis afirmou que desenhou a jaqueta especificamente para ajudar Michael Jackson a parecer mais “viril”.
O estilista Zaldy foi responsável por uma versão redesenhada da jaqueta para os shows cancelados de This Is It. A jaqueta tinha uma imitação de sangue nos ombros e no interior um selo que lembrava a fera felina em que Jackson se transforma no vídeo.

## Recepção
A jaqueta se tornou a "moda mais popular de jaqueta da década de 1980" e foi amplamente imitada. Às vezes, ela é imitada por celebridades atuais, como Chris Brown e Kanye West. A jaqueta também se tornou uma das mais procuradas por muitas pessoas e o símbolo do estilo "cool" dos adolescentes dos anos 1980. A jaqueta que ele usou no vídeo de Thriller, junto com uma cópia da jaqueta fde couro preta e branca que ele usou em um dos comerciais da Pepsi e nos ensaios de dança nos bastidores de The Making of Michael Jackson's Thriller, estão entre suas jaquetas mais vendidas. Falsificações caras eram produzidas em massa e muitas vezes vendidas por mais de 500 dólares para pessoas que pensavam que estavam comprando o produto real. Por causa dessa falsificação em massa e dos lucros obtidos, em 1984, Michael Jackson abriu um processo na cidade de Nova Iorque para impedir cópias não autorizadas da jaqueta e de suas outras mercadorias.

## Leaving Neverland
No documentário Leaving Neverland de 2019, o coreógrafo Wade Robson, que afirma que Michael Jackson abusou sexualmente dele, queima recordações de Michael Jackson, incluindo uma jaqueta de Thriller. O diretor Dan Reed disse que a jaqueta era genuína, mas Robson alegou que a jaqueta foi feita sob medida para suas apresentações na infância. De acordo com a casa de leilões Julien's Auctions, em 2011 Robson vendeu uma jaqueta de "Thriller" por US$ 49.920. A jaqueta verdadeira era de propriedade da família em Austin, Texas, e foi adicionada temporariamente ao Rock & Roll Hall of Fame em Cleveland, Ohio, em maio de 2022, sob vigilância de "alta segurança".